# ビクトル・ポストル
ビクトル・ポストル（ウクライナ語: Віктор Постол、英語: Viktor Postol、1984年1月16日 - ）は、ウクライナのプロボクサー。キエフ出身。元WBC世界スーパーライト級王者。

## 来歴
2007年12月1日、ボスニア・ヘルツェゴビナブルチコ行政区ブルチコでデビュー戦を行い、2回TKO勝ちを収めデビュー戦を白星で飾った。
2011年12月18日、ザポリージャ州ザポリージャのアイス・パレス“ユノスト”でカーレン・テヴォスヤンとWBCインターナショナルスーパーライト級シルバー王座決定戦を行い、12回3-0（119-108、2者が120-107）の判定勝ちを収め王座獲得に成功した。
2012年6月27日、キエフでイヴァン・メンディと対戦し、12回3-0（2者が117-111、118-110）の判定勝ちでWBCインターナショナルシルバー王座初防衛に成功した。
2012年10月27日、キエフで元WBO世界スーパーライト級王者デマーカス・コーリーと対戦し、3-0(2者が118-110、117-112)の判定勝ちを収めWBCインターナショナルシルバー王座2度目の防衛に成功した。
2013年3月21日、カリフォルニア州イングルウッドのハリウッドパーク競馬場でヘンリー・ランディとWBCインターナショナルスーパーライト級王座決定戦を行い、12回3-0（116-113、2者が116-112）の判定勝ちを収め王座獲得に成功した。
2013年10月3日、キエフでイグナシオ・メンドーサと対戦し、12回3-0（2者が119-108、118-109）の判定勝ちを収めWBCインターナショナル王座初防衛に成功した。
2014年5月17日、カリフォルニア州イングルウッドのザ・フォーラムでファン・マヌエル・マルケスVSマイク・アルバラードの前座でセルチュク・アイディンとスーパーライト級契約12回戦を行い、11回2分52秒KO勝ちを収めた。
2015年10月3日、カリフォルニア州カーソンのスタブハブ・センター・テニスコートでダニー・ガルシアの王座返上に伴いWBC世界スーパーライト級2位のルーカス・マティセーとWBC世界スーパーライト級王座決定戦を行い、10回2分58秒KO勝ちを収め王座獲得に成功した。
2015年10月8日、WBCはポストルをWBCの2015年10月度の月間優秀選手に選出した。
2016年7月23日、MGMグランド・ガーデン・アリーナでWBO世界スーパーライト級王者のテレンス・クロフォードと王座統一戦を行い、プロ初黒星となる12回0-3（2者が107-118、108-117）の判定負けを喫し王座統一に失敗、WBC王座の初防衛に失敗しクロフォードに王座を明け渡すと共にWBO王座の獲得にも失敗した。
2017年10月6日、WBCがWBC世界スーパーライト級2位のレジス・プログレイスとWBC世界スーパーライト級4位のビクトル・ポストルの間でWBC世界スーパーライト級暫定王座決定戦を行うよう指令を出した。
2018年2月12日、ポストルが練習中に右手を負傷し、同年3月9日にレジス・プログレイスと行う予定だったWBC世界スーパーライト級暫定王座決定戦を辞退した。
2018年6月23日、ジョシュ・テイラーとWBC世界スーパーライト級王座挑戦者決定戦で対戦し、12回判定負けを喫した。

## 獲得タイトル
- WBCインターナショナルスーパーライト級シルバー王座
- WBCインターナショナルスーパーライト級王座
- WBC世界スーパーライト級王座（防衛0）